# Nesomyrmex echinatinodis
Nesomyrmex echinatinodis es una especie de hormiga del género Nesomyrmex, tribu Crematogastrini, familia Formicidae. Fue descrita científicamente por Forel en 1886.
Se distribuye por Argentina, Brasil, Colombia, Costa Rica, Ecuador, Guayana Francesa, Guatemala, Guyana, Honduras, México, Nicaragua, Panamá, Paraguay, Perú, Surinam y Venezuela. Se ha encontrado a elevaciones de hasta 1372 metros. Habita en bosques húmedos y secos.